# Latin hóa BGN/PCGN
Latin hóa BGN/PCGN là tên cho bản tiêu chuẩn chuyển ngữ sang chữ Latin các địa danh của ngôn ngữ phi Latin, được hai tổ chức là Ban Địa danh Hoa Kỳ (BGN, United States Board on Geographic Names) và Ủy ban thường trực về Địa danh cho sử dụng chính thức ở nước Anh (PCGN, Permanent Committee on Geographical Names for British Official Use) lập ra.
Chuẩn BGN/PCGN áp dụng cho tên địa lý, nhưng cũng được sử dụng cho tên cá nhân và văn bản ở Mỹ và Anh.
Thông tin chi tiết của tất cả các hệ thống đã phê duyệt chung được nêu trong đăng tải của Cơ quan không gian địa lý-tình báo quốc gia về Hệ thống Latin hóa và Chính sách năm 2012 , thay thế cho các quy tắc Latin hóa và phiên âm BGN 1994 . Danh sách các hệ thống BGN/PCGN và thỏa thuận liên quan cho các ngôn ngữ được đưa ra dưới đây (ngày thông qua được đưa ra trong dấu ngoặc đơn).

## Các hệ thống chuyển ngữ
- Thỏa thuận Afghan thống nhất BGN/PCGN (tiếng Pashto và Dari, hệ 2009)
- Latin hóa BGN/PCGN tiếng Amhara (hệ 1967)
- Latin hóa BGN/PCGN tiếng Ả Rập (hệ 1956; BGN 1946, PCGN 1956)
- Latin hóa BGN/PCGN tiếng Armenia (hệ 1981)
- Latin hóa BGN/PCGN tiếng Avar (hệ 2011)
- Latin hóa BGN/PCGN tiếng Azerbaijan chữ Cyrillic (bảng tương ứng 2002)— chú ý là chính phủ Azerbaijan đã bỏ chữ Cyrillic năm 1991 và dùng hệ chữ Latin.
- Latin hóa BGN/PCGN tiếng Baluchi (hệ 2008)
- Latin hóa BGN/PCGN tiếng Bulgaria (BGN/PCGN hệ 2013 phản ánh tiếng Bulgaria hệ chính thức)
- Latin hóa BGN/PCGN tiếng Myanmar (hệ 1970)
- Latin hóa BGN/PCGN tiếng Belarusia (hệ 1979)
- Latin hóa BGN/PCGN tiếng Chechnya (bảng tương ứng 2008)
- Latin hóa BGN/PCGN tiếng Trung (thỏa thuận 1979)— ký tự tiếng Trung trong BGN/PCGN theo hệ Bính âm
- Latin hóa BGN/PCGN tiếng Chuvash (hệ 2011)
- Latin hóa BGN/PCGN tiếng Dhivehi (hệ 1988)
- Latin hóa BGN/PCGN tiếng Dzongkha (thỏa thuận 2010)
- Latin hóa BGN/PCGN tiếng Georgia (thỏa thuận 2009)
- Latin hóa BGN/PCGN tiếng Hy Lạp (hệ 1962; PCGN 1941, sau đó BGN chấp nhận, cùng duyệt lại năm 1962)
- Latin hóa BGN/PCGN tiếng Hebrew (hệ 1962)
- Latin hóa BGN/PCGN tiếng Nhật kana (thỏa thuận 1930)— Latin hóa tiếng Nhật ở BGN/PCGN theo hệ Hepburn cải biên)
- Latin hóa BGN/PCGN tiếng Karachay-Balkar (bảng tương ứng 2008)
- Latin hóa BGN/PCGN tiếng Kazakh (hệ 1979)
- Latin hóa BGN/PCGN tiếng Khmer (hệ 1972)
- Latin hóa BGN/PCGN tiếng Kyrgyz (hệ 1979)
- McCune–Reischauer ở Bắc Triều Tiên (BGN 1943, và PCGN theo tiếp); BGN/PCGN dùng theo hệ McCune–Reischauer.
- Romaja quốc ngữ (Revised Romanization of Korean in South Korea, thỏa thuận 2011); Latin hóa tiếng Hàn ở BGN/PCGN theo hệ Romaja quốc ngữ
- Latin hóa BGN/PCGN tiếng Lào (hệ 1966)
- Latin hóa BGN/PCGN tiếng Macedonia (hệ 1981)
- Latin hóa BGN/PCGN tiếng Moldova (bảng tương ứng 2002)
- Latin hóa BGN/PCGN tiếng Mongolia (hệ 1964; PCGN 1957, BGN 1964)
- Latin hóa BGN/PCGN tiếng Nepali (hệ 2009)
- Latin hóa BGN/PCGN tiếng Ossetia (hệ 2009)
- Latin hóa BGN/PCGN tiếng Pashto (hệ 1968)
- Latin hóa BGN/PCGN tiếng Persia (hệ 1958; BGN 1946, PCGN 1958)
- Latin hóa BGN/PCGN tiếng Nga (hệ 1947; BGN 1944, PCGN 1947)
- Latin hóa BGN/PCGN tiếng Serbia chữ Cyrillic (thỏa thuận 2005)— tiếng Serbia không Latin hóa theo BGN/PCGN mà dùng Latin tương ứng với Cyrillic
- Latin hóa BGN/PCGN tiếng Shan (hệ 1967)
- Latin hóa BGN/PCGN tiếng Modern Syriac (hệ 1967)
- Latin hóa BGN/PCGN tiếng Tatar (bảng tương ứng 2005)
- Latin hóa BGN/PCGN tiếng Thái (thỏa thuận 2002)
- Latin hóa BGN/PCGN tiếng Turkmen (bảng tương ứng 2000)
- Latin hóa BGN/PCGN tiếng Udmurt (hệ 2011)
- Latin hóa BGN/PCGN tiếng Ukraina (hệ 1965)— xem Latin hóa tiếng Ukraina
- Latin hóa BGN/PCGN tiếng Uzbek (bảng tương ứng 2000)
- Latin hóa BGN/PCGN tiếng Yakut (hệ 2012)

Ngoài các hệ thống trên, BGN/PCGN thừa nhận quy ước phiên âm cho ngôn ngữ dùng bảng chữ cái Latin nhưng sử dụng chữ cái không có mặt trong bảng chữ cái tiếng Anh, hiện có bốn ngôn ngữ sau đây:
- Latin hóa BGN/PCGN tiếng Faroe (thỏa thuận 1968)
- Latin hóa BGN/PCGN tiếng Đức (thỏa thuận 1986)
- Latin hóa BGN/PCGN tiếng Iceland (thỏa thuận 1968)
- Latin hóa BGN/PCGN tiếng Northern Sami (thỏa thuận 1984)